# Golden Globe 1999
La 56ª edizione della cerimonia di premiazione di Golden Globe si è tenuta il 24 gennaio 1999 al Beverly Hilton Hotel di Beverly Hills, California.
Tori Reid, figlia di Tim Reid, è stata la Golden Globe Ambassador dell'edizione.

## Premi per il cinema
Vengono di seguito indicati in grassetto i vincitori. Ove ricorrente e disponibile, viene indicato il titolo in lingua italiana e quello in lingua originale tra parentesi.

### Miglior film drammatico
- Salvate il soldato Ryan (Saving Private Ryan), regia di Steven Spielberg
- Elizabeth (Elizabeth), regia di Shekhar Kapur
- Demoni e dei (Gods and Monsters), regia di Bill Condon
- L'uomo che sussurrava ai cavalli (The Horse Whisperer), regia di Robert Redford
- The Truman Show (The Truman Show), regia di Peter Weir

### Miglior film commedia o musicale
- Shakespeare in Love, regia di John Madden
- Bulworth - Il senatore (Bulworth), regia di Warren Beatty
- La maschera di Zorro (The Mask of Zorro), regia di Martin Campbell
- Patch Adams, regia di Tom Shadyac
- Still Crazy, regia di Brian Gibson
- Tutti pazzi per Mary (There's Something About Mary), regia di Peter Farrelly e Bobby Farrelly

### Miglior regista
- Steven Spielberg - Salvate il soldato Ryan
- Shekhar Kapur - Elizabeth
- Robert Redford - L'uomo che sussurrava ai cavalli (The Horse Whisperer)
- John Madden - Shakespeare in Love
- Peter Weir - The Truman Show

### Miglior attore in un film drammatico
- Jim Carrey - The Truman Show
- Nick Nolte - Affliction
- Ian McKellen - Demoni e dei (Gods and Monsters)
- Tom Hanks - Salvate il soldato Ryan (Saving Private Ryan)
- Stephen Fry - Wilde

### Migliore attrice in un film drammatico
- Cate Blanchett - Elizabeth
- Fernanda Montenegro - Central do Brasil (Central do Brasil)
- Emily Watson - Hilary and Jackie
- Meryl Streep - La voce dell'amore (One True Thing)
- Susan Sarandon - Nemiche amiche (Stepmom)

### Miglior attore in un film commedia o musicale
- Michael Caine - Little voice - è nata una stella (Little Voice)
- Warren Beatty - Bulworth - Il senatore (Bulworth)
- Antonio Banderas - La maschera di Zorro (The Mask of Zorro)
- Robin Williams - Patch Adams
- John Travolta - I colori della vittoria (Primary Colors)

### Migliore attrice in un film commedia o musicale
- Gwyneth Paltrow - Shakespeare in Love
- Jane Horrocks - Little voice - è nata una stella (Little Voice)
- Christina Ricci - The Opposite of Sex - L'esatto contrario del sesso (The Opposite of Sex)
- Cameron Diaz - Tutti pazzi per Mary (There's Something About Mary)
- Meg Ryan - C'è posta per te (You've Got Mail)

### Miglior attore non protagonista
- Ed Harris - The Truman Show
- Robert Duvall - A Civil Action
- Bill Murray - Rushmore
- Geoffrey Rush - Shakespeare in Love
- Billy Bob Thornton - Soldi sporchi (A Simple Plan)
- Donald Sutherland - No Limits (Without Limits)

### Migliore attrice non protagonista
- Lynn Redgrave - Demoni e dei (Gods and Monsters)
- Brenda Blethyn - Little voice - è nata una stella (Little Voice)
- Sharon Stone - Basta guardare il cielo (The Mighty)
- Kathy Bates - I colori della vittoria (Primary Colors)
- Judi Dench - Shakespeare in Love

### Migliore sceneggiatura
- Marc Norman e Tom Stoppard - Shakespeare in Love
- Warren Beatty e Jeremy Pikser - Bulworth - Il senatore (Bulworth)
- Todd Solondz - Happiness - Felicità (Happiness)
- Robert Rodat - Salvate il soldato Ryan (Saving Private Ryan)
- Andrew Niccol - The Truman Show

### Migliore colonna sonora originale
- Burkhard von Dallwitz e Philip Glass - The Truman Show
- Randy Newman - A Bug's Life - Megaminimondo (A Bug's Life)
- Jerry Goldsmith - Mulan
- Stephen Schwartz e Hans Zimmer - Il principe d'Egitto (The Prince of Egypt)
- John Williams - Salvate il soldato Ryan (Saving Private Ryan)

### Migliore canzone originale
- The Prayer, musica di Carole Bayer Sager e David Foster, testo di Carole Bayer Sager David Foster, Tony Renis e Alberto Testa - La spada magica - Alla ricerca di Camelot (Quest for Camelot)
- Uninvited, musica e testo di Alanis Morissette - City of Angels - La città degli angeli (City of Angels)
- The Mighty, musica di Sting e testo di Trevor Jones e Sting - Basta guardare il cielo (The Mighty)
- Reflection, musica di Matthew Wilder e testo di David Zippel - Mulan
- When You Believe, musica di Hans Zimmer e testo di Stephen Schwartz - Il principe d'Egitto (The Prince of Egypt)
- The Flame Still Burns, musica e testo di Mick Jones, Marti Frederiksen e Chris Diffords - Still Crazy

### Miglior film straniero
- Central do Brasil (Central do Brasil), regia di Walter Salles (Brasile)
- Festen - Festa in famiglia, regia di Thomas Vinterberg (Danimarca)
- Angeli armati (Men with Guns), regia di John Sayles (USA)
- La sposa polacca (De Poolse bruid), regia di Karim Traïdia (Paesi Bassi)
- Tango (Tango, no me dejes nunca), regia di Carlos Saura (Spagna/Argentina)

## Premi per la televisione
Vengono di seguito indicati in grassetto i vincitori. Ove ricorrente e disponibile, viene indicato il titolo in lingua italiana e quello in lingua originale tra parentesi.

### Miglior serie drammatica
- The Practice - Professione avvocati (The Practice)
- E.R. - Medici in prima linea (ER)
- Felicity
- Law & Order - I due volti della giustizia (Law & Order)
- X-Files (The X Files)

### Miglior serie commedia o musicale
- Ally McBeal
- Dharma & Greg
- Frasier
- Just Shoot Me!
- Spin City

### Miglior mini-serie o film per la televisione
- Dalla Terra alla Luna (From the Earth to the Moon), regia di Michael Grossman
- Una decisione sofferta (The Baby Dance), regia di Jane Anderson
- Gia - Una donna oltre ogni limite (Gia), regia di Michael Cristofer
- Merlino (Merlin), regia di Steve Barron
- The Temptations (The Temptations), regia di Allan Arkush

### Miglior attore in una serie drammatica
- Dylan McDermott - The Practice - Professione avvocati (The Practice)
- Anthony Edwards - E.R. - Medici in prima linea (ER)
- Lance Henriksen - Millennium
- Jimmy Smits - New York Police Department (NYPD Blue)
- David Duchovny - X-Files (The X Files)

### Miglior attore in una serie commedia o musicale
- Michael J. Fox - Spin City
- John Lithgow - Una famiglia del terzo tipo (3rd Rock from the Sun)
- Thomas Gibson - Dharma & Greg
- Kelsey Grammer - Frasier
- George Segal - Just Shoot Me!

### Miglior attore in una mini-serie o film per la televisione
- Stanley Tucci - Winchell
- Bill Paxton - La guerra dei bugiardi (A Bright Shining Lie)
- Sam Neill - Merlino (Merlin)
- Patrick Stewart - Moby Dick
- Christopher Reeve - Rear Window (Rear Window)
- Peter Fonda - The Tempest

### Miglior attrice in una serie drammatica
- Keri Russell - Felicity
- Julianna Margulies - E.R. - Medici in prima linea (ER)
- Kim Delaney - New York Police Department (NYPD Blue)
- Roma Downey - Il tocco di un angelo (Touched by an Angel)
- Gillian Anderson - X-Files (The X Files)

### Miglior attrice in una serie commedia o musicale
- Jenna Elfman - Dharma & Greg
- Calista Flockhart - Ally McBeal
- Christina Applegate - Jesse
- Laura San Giacomo - Just Shoot Me!
- Sarah Jessica Parker - Sex and the City

### Miglior attrice in una mini-serie o film per la televisione
- Angelina Jolie - Gia - Una donna oltre ogni limite (Gia)
- Stockard Channing - Una decisione sofferta (The Baby Dance)
- Laura Dern - Una decisione sofferta (The Baby Dance)
- Ann-Margret - Pamela Churchill, una vita tra uomini e politica (Life of the Party: The Pamela Harriman Story)
- Miranda Richardson - Merlino (Merlin)

### Miglior attore non protagonista in una serie
- Gregory Peck - Moby Dick
- Don Cheadle - Rat Pack - Da Hollywood a Washington (The Rat Pack)
- Noah Wyle - E.R. - Medici in prima linea (ER)
- David Spade - Just Shoot Me!
- Joe Mantegna - Rat Pack - Da Hollywood a Washington (The Rat Pack)

### Miglior attrice non protagonista in una serie
- Camryn Manheim - The Practice - Professione avvocati (The Practice)
- Faye Dunaway - Gia
- Jane Krakowski - Ally McBeal (
- Susan Sullivan - Dharma & Greg
- Wendie Malick - Just Shoot Me!
- Helena Bonham Carter - Merlino (Merlin)

## Premi onorari
- Golden Globe alla carriera: Jack Nicholson